# STS-123
La mission STS-123 à bord de la navette spatiale Endeavour avait pour destination la station spatiale internationale (ISS).
STS-123 était la mission d'assemblage 1J/A ISS. La date initiale de lancement était le 14 février 2008 mais, après le report de STS-122, la navette fut lancée le 11 mars 2008.
C'était la 122e mission d'une navette spatiale et la 25e à destination de l'ISS.
Il s'agissait de livrer le premier module du laboratoire japonais (Kibō) ainsi que le bras robotique canadien (Special Purpose Dexterous Manipulator-SPDM).
La mission dura 15 jours et 18 heures. Ce fut la première mission à utiliser complètement le Station-to-Shuttle Power Transfer System (SSPTS), qui permet à la station de fournir de l'énergie à la navette. Cette mission constitue aussi un record pour la durée d'arrimage de la navette à la station.

## Équipage
- Commandant : Dominic Gorie (4)  États-Unis
- Pilote : Gregory H. Johnson (1)  États-Unis
- Spécialiste de mission 1 : Richard M. Linnehan (4)  États-Unis
- Spécialiste de mission 2 : Robert Behnken (1)  États-Unis
- Spécialiste de mission 3 : Michael Foreman (1)  États-Unis
- Spécialiste de mission 4 : Takao Doi (2)  Japon

Uniquement à l’aller :
- Ingénieur de vol Garrett E. Reisman (1)  États-Unis

Uniquement au retour :
- Ingénieur de vol Léopold Eyharts (2)  France de l'ESA

Le chiffre entre parenthèses indique le nombre de vols spatiaux effectués par l'astronaute, STS-123 inclus.

## Paramètres de la mission
- Masse :
  - Navette au décollage : 122 364 kg
  - Navette à l'atterrissage : 94 158 kg
- Périgée : 336 km
- Apogée : 346 km
- Inclinaison : 51,6°
- Période : 91,6 min

## Objectifs
STS-123 a transporté et livré à l’ISS une partie du laboratoire japonais Kibo (le module logistique pressurisé du laboratoire ou ELM-PS) qui servira à des expériences scientifiques en apesanteur. 

La mission a transporté aussi le manipulateur agile spécialisé, ou la main canadienne ("Dextre"), un robot à deux bras (3,3 m) capable de réaliser des tâches d'assemblage, d'arrimage et d'entretien de la station.

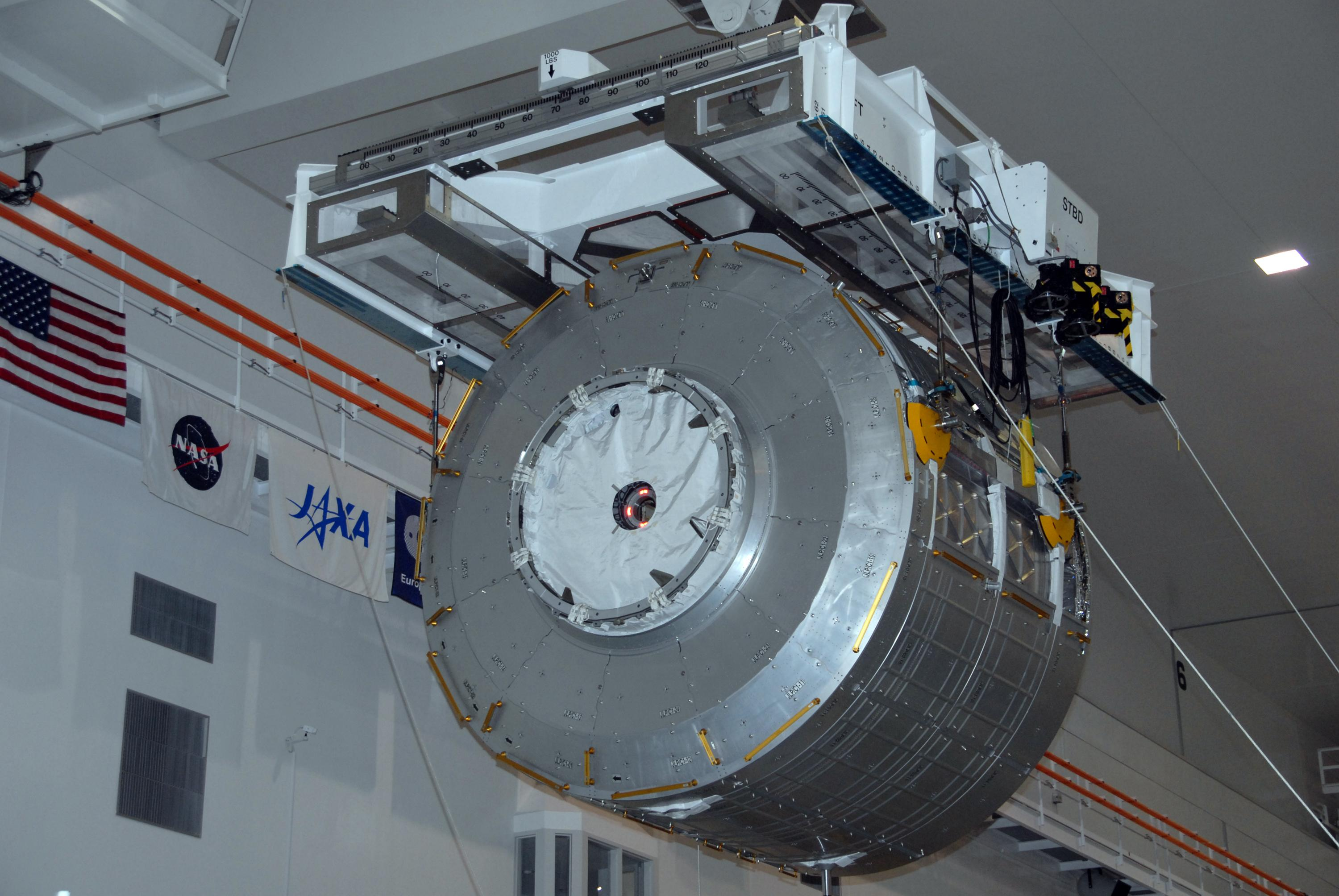
Le module logistique pressurisé de Kibo, charge utile de STS-123, en cours de préparation au centre spatial Kennedy

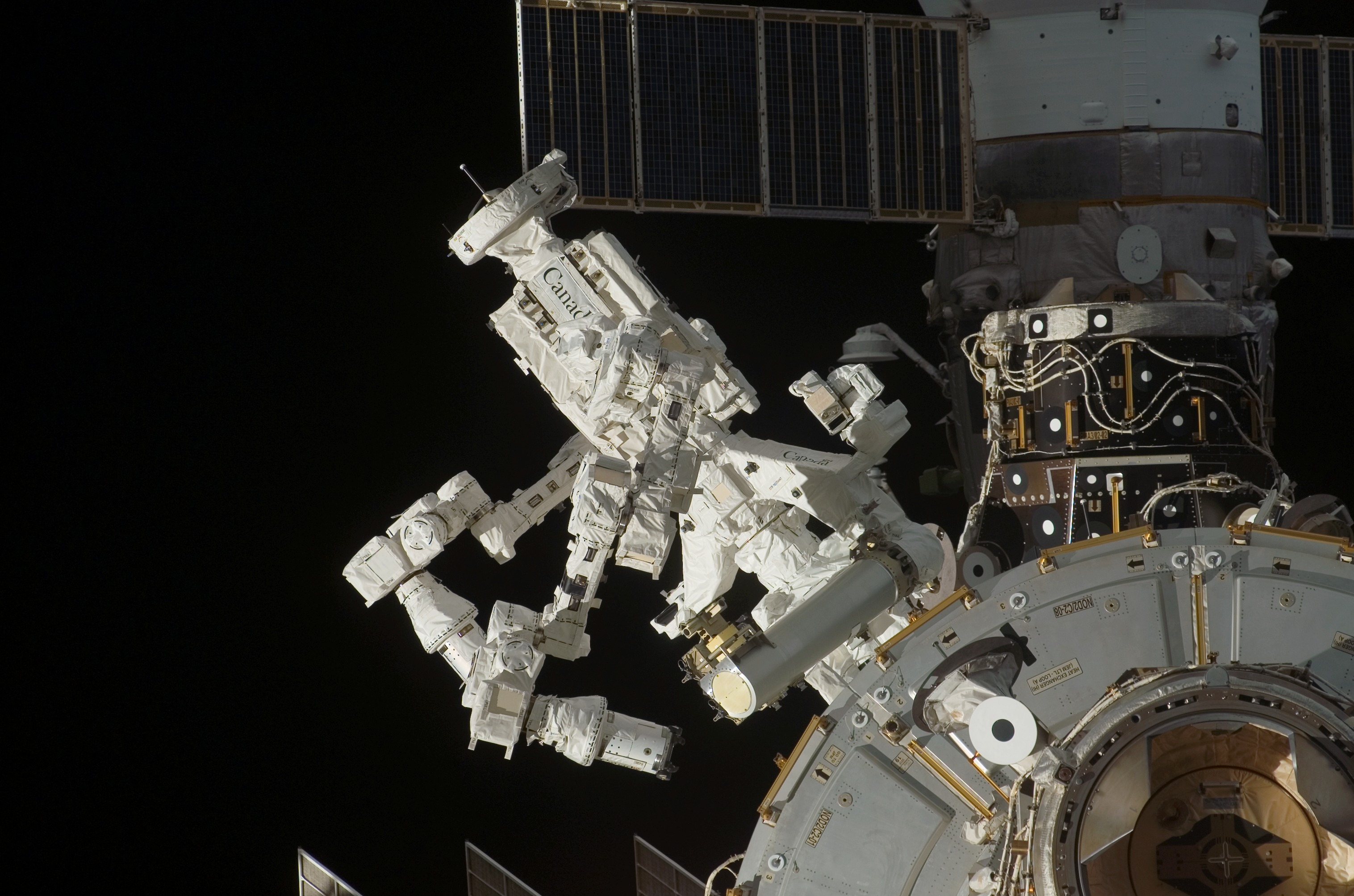
Le manipulateur agile spécialisé Dextre lors de son installation sur le Canadarm2. (Special Purpose Dexterous Manipulator (SPDM))

## Charge utile
| Localisation   | Désignation                                | Poids            |
| Bay 1-2        | Orbiter Docking System EMU 3003 / EMU 3004 | 1 800 kg ~260 kg |
| Bay 3P         | Shuttle Power Distribution Unit (SPDU)     | ~100 kg          |
| Bay 3S         | Canadarm2 Yaw Joint                        | 336 kg           |
| Bay 4P         | MISSE (en) PEC 6a                          | 103 kg           |
| Bay 4S         | Direct Current Switching Unit (DCSU)       | 363 kg           |
| Bay 5P         | MISSE (en) PEC 6b                          | 103 kg           |
| Bay 5S         | Direct Current Switching Unit (DCSU)       | 363 kg           |
| Bay 6S         | Standard Interface Panels                  | ?                |
| Bay 7-8        | Dextre on Spacelab Pallet                  | 3 485 kg         |
| Bay 9P         | ECSH (EVA Cargo Stowage) on APC            | ~100 kg          |
| Bay 10-12      | Kibo ELM-PS                                | 8 484 kg         |
| Bay 11S        | Standard Interface Panels                  | ?                |
| Bay 13P        | Lightweight adapter plane for MISSE        | 244 kg           |
| Bay 13S        | USAF RIGEX experiment                      | 315 kg           |
| Starboard Sill | Orbiter Boom Sensor System                 | ~450 kg          |
| Port Sill      | Canadarm                                   | 410 kg           |
|                | Total :                                    | 16 916 kg        |